# Häktet Österåker
Häktet Österåker var ett häkte med femtiofem häktesceller beläget i Österåker, som drevs av Kriminalvården. Till Häktet Österåker hörde även häktet Täby med åtta platser beläget vid polisstationen i Täby. Häktet Täby stängde 30 april 2007 [källa behövs]. Häktet Österåker revs 2019.